# Luimbi
El luimbi és una llengua bantu central que es parla al nord de la província de Bié, a Angola, a la zona del riu Cuanza.

## Família lingüística i relació amb altres llengües
Forma part de les llengües Chokwe-Luchazis que són llengües bantus del grup K, juntament amb el chokwe, luvale, mbunda, nyengo, el mbwela, el nyemba el nkangala, el yauma i el lucazi. Totes elles són llengües bantus centrals.
Està relacionat amb el nkangala i amb el mbwela. És una de les llengües que es van utilitzar per a crear el nganguela, que és considerada llengua nacional d'Angola.

## Sociolingüística i ús de la llengua
El luimbi és una llengua que gaudeix d'un ús vigorós (EGIDS 6a). És utilitzat per persones de totes les generacions però no té forma estàndard. Hi ha té la Bíblia traduïda. S'escriu en alfabet llatí.